# The Neptunes

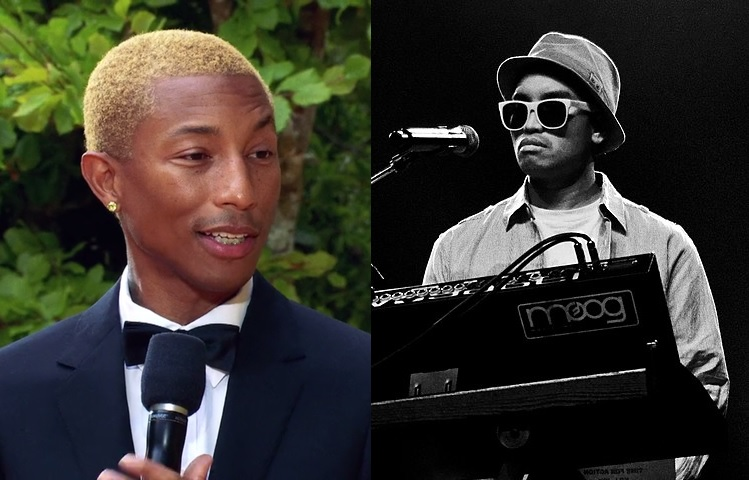
Pharrell Williams und Chad Hugo

Das US-amerikanische Hip-Hop-Produzenten-Team The Neptunes besteht aus Pharrell Williams und Chad Hugo und spielt seit den späten 1990er Jahren eine große Rolle in der Popmusik.

## Werdegang
Ihren Durchbruch hatten sie 1998 mit der Produktion von Noreagas Superthug. Im Jahre 1999 produzierten sie das Debütalbum Kaleidoscope der Sängerin Kelis, was ihnen zunehmend die Aufmerksamkeit eines breiteren Publikums verschaffte. Des Weiteren komponierten The Neptunes die Rhythmen für Nellys Hot In Herre, Ol’ Dirty Bastards Nigga Please, Britney Spears’ I’m A Slave For You und für einen Großteil von Justin Timberlakes Solodebüt Justified. Auch Gruppen aus anderen Musikrichtungen wie z. B. No Doubt und Garbage erhielten schon Unterstützung von The Neptunes.
Der Stil des angesehenen Produzententeams vereint Funk mit elektronischen Elementen und zeichnet sich durch sehr spärliche Verwendung von Samples aus. Beide spielen selbst auch Instrumente, Williams ist ursprünglich Schlagzeuger, spielt Keyboard und singt. Hugo spielt Gitarre und Synthesizer.
Erkennungsmerkmal jeder Produktion ist, dass der jeweils erste Taktviertel des Songs 4 mal hintereinander angespielt wird, bevor der Song beginnt. Dieses Muster findet sich ausnahmslos in jeder Produktion wieder.
Die Neptunes stellen außerdem einen Großteil der Band N.E.R.D, deren erstes Album In Search Of … Goldstatus erreichte. Bekannte Lieder aus diesem Album waren Rock Star, Lap Dance und Provider. Das 2004 veröffentlichte Album Fly Or Die war ebenfalls sehr erfolgreich, ebenso wie die Singleauskopplung She Wants To Move. In dieser Formation stehen neben Hip-Hop sehr starke Rock-Einflüsse.

## Diskografie

### Alben
| Jahr | Titel                            | Höchstplatzierung, Gesamtwochen, AuszeichnungChartplatzierungen (Jahr, Titel, Platzierungen, Wochen, Auszeichnungen, Anmerkungen) | Höchstplatzierung, Gesamtwochen, AuszeichnungChartplatzierungen (Jahr, Titel, Platzierungen, Wochen, Auszeichnungen, Anmerkungen) | Höchstplatzierung, Gesamtwochen, AuszeichnungChartplatzierungen (Jahr, Titel, Platzierungen, Wochen, Auszeichnungen, Anmerkungen) | Höchstplatzierung, Gesamtwochen, AuszeichnungChartplatzierungen (Jahr, Titel, Platzierungen, Wochen, Auszeichnungen, Anmerkungen) | Anmerkungen            |
| Jahr | Titel                            | DE | CH | UK | US | Anmerkungen            |
| ---- | -------------------------------- | --- | --- | --- | --- | ---------------------- |
| 2003 | The Neptunes – Present... Clones | DE22 (6 Wo.)DE | CH27 (6 Wo.)CH | UK— GoldUK | US— GoldUS | The Neptunes & Friends |

### Singles
| Jahr | Titel Album            | Höchstplatzierung, Gesamtwochen, AuszeichnungChartplatzierungen (Jahr, Titel, Album, Platzierungen, Wochen, Auszeichnungen, Anmerkungen) | Höchstplatzierung, Gesamtwochen, AuszeichnungChartplatzierungen (Jahr, Titel, Album, Platzierungen, Wochen, Auszeichnungen, Anmerkungen) | Höchstplatzierung, Gesamtwochen, AuszeichnungChartplatzierungen (Jahr, Titel, Album, Platzierungen, Wochen, Auszeichnungen, Anmerkungen) | Höchstplatzierung, Gesamtwochen, AuszeichnungChartplatzierungen (Jahr, Titel, Album, Platzierungen, Wochen, Auszeichnungen, Anmerkungen) | Anmerkungen                                                                |
| Jahr | Titel Album            | DE | CH | UK | US | Anmerkungen                                                                |
| ---- | ---------------------- | --- | --- | --- | --- | -------------------------------------------------------------------------- |
| 2002 | Diddy –                | DE59 (6 Wo.)DE | CH84 (2 Wo.)CH | UK19 (5 Wo.)UK | US66 (9 Wo.)US | P. Diddy & The Neptunes                                                    |
| 2021 | Wasting Time Wasteland | — | — | UK34 (2 Wo.)UK | US49 Platin · (3 Wo.)US | Erstveröffentlichung: 1. Juli 2021 Brent Faiyaz feat. Drake & The Neptunes |

### Jüngere Hits
- Twista mit Pharrell Williams – Give It Up
- Sleepy Brown mit Pharrell Williams – Margarita
- Gwen Stefani – Wind It Up
- Snoop Dogg – Vato
- Ludacris – Money Maker
- Pharrell Williams mit Kanye West – Number One
- Robin Thicke mit Pharrell Williams – Wanna Love You Girl
- Robin Thicke mit Pharrell Williams – Blurred Lines
- Mariah Carey – Say Something (aus dem Album „The emancipation of Mimi“)
- Clipse mit Slim Thug – Wamp, wamp (what it do)
- Clipse mit Pharrell Williams – Mr. Me Too
- Beyoncé – Green Light (Album: B’Day Deluxe Edition)

### Produzierte Stücke
- Beyoncé – Work It Out
- Birdman mit Clipse – What Happened to That Boy?
- Ray J - Wait a Minute (ft. Lil’ Kim)
- Britney Spears – Boys
- Britney Spears – I’m a Slave 4 U
- Britney Spears – Why Should I Be Sad
- Busta Rhymes – As I Come Back
- Busta Rhymes – Light Your Ass on Fire
- Busta Rhymes – Pass the Courvoisier Part II
- Busta Rhymes – What It Is
- Clipse mit Pharrell Williams – Grindin’
- Fabolous mit Pharrell Williams – Tit 4 Tat
- Fabolous – Young’n (Holla Back)
- Gwen Stefani – Hollaback Girl
- Jay-Z – Allure
- Jay-Z – Change Clothes
- Jay-Z – I Just Wanna Love You (Give It to Me)
- Jay-Z – Nigga Please
- Justin Timberlake – Like I Love You
- Justin Timberlake – Rock Your Body
- Justin Timberlake – Señorita
- Kelis – Caught Out There
- Kelis – Good Stuff
- Kelis – Milkshake
- Krayzie Bone – I Don’t know What (Thug on da Line/2001)
- LL Cool J – Luv U Better
- Lil’ Kim – How Many Licks
- Limp Bizkit – All in Together Now
- Ludacris – Girls Gone Wild
- Ludacris – Shakedown
- Ludacris – Southern Hospitality
- Lupe Fiasco – I Gotcha
- Missy Elliott – On & On
- Mystikal – Danger (Been So Long)
- Mystikal – Shake Ya Ass
- *NSYNC – Girlfriend
- N.O.R.E. – Superthug
- Nas – Nas’ Angels… The Flyest
- Nelly – Flap Your Wings
- Nelly – Hot in Herre
- Ol’ Dirty Bastard mit Kelis – Got Your Money
- P. Diddy – Diddy
- Pharrell Williams mit Gwen Stefani – Can I Have It Like That
- Prince – The Greatest Romance Ever Sold (Remix)
- The Rolling Stones – Sympathy for the Devil (The Neptunes Remix)
- Sade – By Your Side (The Neptunes Remix)
- Slim Thug – Already Platinum
- Slim Thug – Ashy to Classy
- Slim Thug – Click Clack
- Slim Thug – Dedicate
- Slim Thug mit Bun B und Pharrell Williams – I Ain’t Heard of That
- Slim Thug – Like a Boss
- Slim Thug mit Pharrell Williams – Playa You Don’t Know
- Slim Thug – This Is My Life
- Snoop Dogg – 10 Lil’ Crips
- Snoop Dogg – Beautiful
- Snoop Dogg – Drop It Like It’s Hot
- Snoop Dogg – From tha Chuuuch to Da Palace
- Snoop Dogg mit Justin Timberlake und Charlie Wilson – Signs
- Snoop Dogg mit B-Real von Cypress Hill – Vato
- TLC – In Your Arms Tonight
- Usher – U Don’t Have to Call

### Beiträge für Kompilationen
- 2021: Wherever I May Roam auf The Metallica Blacklist

## Auszeichnungen

### 2001
- BMI Urban Music Awards[3]
  - Produzent des Jahres (nominiert)
  - Songwriter des Jahres: “Got Your Money”, “I Just Wanna Luv U”, “Shake Ya Ass”

- The Source Hip-Hop Music Awards[4]
  - Produzent des Jahres

### 2002
- BMI Urban Music Awards[5]
  - Produzent des Jahres (with Chad Hugo)
  - Songwriter des Jahres: „Danger“, „Southern Hospitality“

- Billboard R&B/Hip-Hop Awards[6]
  - Songwriter des Jahres (nominiert)
  - Produzent des Jahres (nominiert)

### 2003
- Billboard R&B/Hip-Hop Awards[7]
  - Songwriter des Jahres (nominiert)
  - Produzent des Jahres

- BMI Urban Music Awards[8]
  - Produzent des Jahres
  - Song des Jahres: „Hot in Herre“

- The Source Hip-Hop Music Awards[9]
  - Produzent des Jahres

- Vibe Awards[10]
  - Engste Musikpartnerschaft: N.E.R.D./The Neptunes
  - Wahrheitgetreustes Video: „Beautiful“ (nominiert)
  - Modischtes Video (nominiert)
  - Beste Zusammenarbeit: „Beautiful“ (nominiert)

### 2004
- Billboard R&B/Hip-Hop Awards[11]
  - Produzent des Jahres (nominiert)

- BMI Urban Music Awards[12]
  - Produzent des Jahres (nominiert)
  - Songwriter des Jahres (mit Chad Hugo): „Beautiful“, „Excuse Me Miss“, „Frontin'“, „Luv U Better“, „When the Last Time“

- Grammy Award[13]
  - Produzent des Jahres
  - Bester Gesang in einem Popalbum: Justified
  - Beste Rap/Gesang Zusammenarbeit: „Frontin'“ (nominiert)
  - Beste Rap/Gesang Zusammenarbeit: „Beautiful“ (nominiert)
  - Bester Rapsong: „Beautiful“ (nominiert)
  - Bester Rapsong: „Excuse Me Miss“ (nominiert)

### 2005
- BMI Urban Music Awards[14]
  - Produzent des Jahres (nominiert)

- Grammy Awards[15]
  - Best Rap Performance von einem Duo oder einer Gruppe: „Drop It Like It’s Hot“ (nominiert)
  - Bester Rapsong: „Drop It Like It’s Hot“ (nominiert)

- Vibe Awards[16]
  - Club Banger: „Can I Have It Like That“ (nominiert)

### 2006
- BMI Urban Music Awards[17]
  - Produzent des Jahres (nominiert)

- Grammy Awards[18]
  - Produzent des Jahres (nominiert)

### 2007
- Grammy Awards[19]
  - Bester Rapsong: „Money Maker“
  - Bestes Rapalbum: In My Mind (nominiert)

Auszeichnungen für einen einzigen Künstler, die ohne weitere Erwähnung angegeben sind, wurden Pharrell Williams zugesprochen.